# Kryptolebias marmoratus
Kryptolebias marmoratus là một loài cá trong họ Rivulidae. Loài cá này sinh sống dọc theo bờ biển phía đông của miền Bắc, Trung và Nam Mỹ, từ Florida tới Brazil. Loài cá này có chiều dài khoảng 75 mm. Loài cá này phát triển cơ quan sinh dục đực, tự thụ tinh cho các trứng của mình và sinh sản.